# یواس‌اس نیوبری (ای‌پی‌ای-۱۵۸)
یواس‌اس نیوبری (ای‌پی‌ای-۱۵۸) (به انگلیسی: USS Newberry (APA-158)) یک کشتی بود که طول آن ۴۵۵ فوت ۰ اینچ (۱۳۸٫۶۸ متر) بود. این کشتی در سال ۱۹۴۴ ساخته شد.